# Awgust
Awgust est un prénom masculin sorabe variant de Auguste. Ce prénom peut désigner:

## Prénom
- Korla Awgust Kocor (1822-1904), compositeur et chef d'orchestre sorabe